# مردان بدون زنان (فیلم)
مردان بدون زنان (انگلیسی: Men Without Women) فیلمی در ژانر درام به کارگردانی جان فورد است که در سال ۱۹۳۰ منتشر شد.

## بازیگران
- فرانک آلبرستون
- کنث مک‌کنا
- جی. فارل مک‌دانلد
- استوارت اروین
- جان وین
- رابرت پریش
- وارن هایمر
- والتر مک‌گریل
- استوارت اروین
- جان وین
- هری تنبروک
- ایوان لبدف
- رابرت پریش
- چارلز کی. جرارد